# 诺丁汉黑豹队

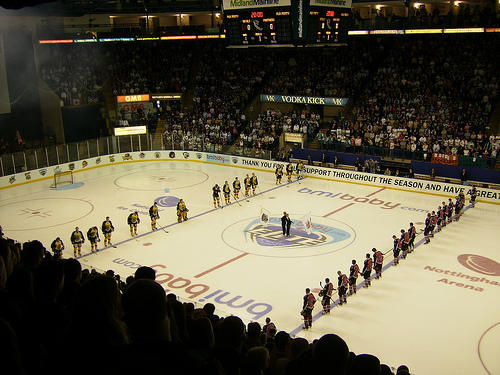
诺丁汉黑豹vs卡迪夫魔鬼-精英联赛季后赛决赛- 2007年4月9日星期日下午3点

诺丁汉黑豹队是一家位于英国诺丁汉的专业冰球俱乐部。他们是精英冰球联盟的成员。他们的主要赞助商是诺丁汉建筑协会。
诺丁汉黑豹队在历史上已经赢得了四次联赛冠军奖杯（两个英国国家联赛奖杯，一个英国国家联赛奖杯和一个精英冰球联赛奖杯），五个冠军，六个秋季杯和八个挑战杯。黑豹队是英国唯一一支获得欧洲大陆杯冠军的球队。他们是每个赛季都曾争夺过英国联赛冠军的唯一一支球队，并且是他们是1983年英超联赛中的创始成员，而仍有顶级联盟不断邀请他们加入。黑豹队有16名成员被列入英国冰球名人堂，并且有34名代表英国参加世界冰球锦标赛和冬季奥林匹克运动会冰球比赛。
该俱乐部成立于1946年，在此之前，成立俱乐部的决定由于第二次世界大战而被推迟。在他们的前八个赛季中，黑豹队参加了英格兰国家联盟。他们在1954年加入新组建的英国国家联盟，直到1960年解散为止。从1960年到1980年，因为没有比赛可以参加，俱乐部也因此停止了运营。1980年，谢菲尔德枪骑兵队的队员和官员搬到了诺丁汉，对黑豹队进行了重组。过去和现在的诺丁汉黑豹队成员都在冰场上进行主场比赛，直到2000年，球队才搬进国家冰场中心。
诺丁汉豹队在英国冰球比赛中拥有最大的粉丝基础，在2014-15季中，平均每场比赛有5,000多名观众。他们的粉丝见证了历史上黑豹队与其他很多队的比赛。目前，黑豹队最大的对手是谢菲尔德钢人队。自1992年以来，双方已经打了200多场比赛，其中包括11场大决赛。

## 历史

### 1946-60：发展初期
在1939年，人们想在诺丁汉建立一支专业的冰球地。在诺丁汉市中心的冰场竣工后，这一想法成为了现实。一支在加拿大召集的队伍来到英国参加1939–40英格兰国家联赛赛季的比赛，但由于第二次世界大战爆发，这支队伍没有参加任何一场比赛便回了加拿大。七年后，战争结束后，人们开始第二次尝试将冰球运动带入诺丁汉。1946年11月22日，诺丁汉黑豹队进行了首场竞技比赛，以3比2击败温布利君主队。那时，队内的队员大部分都来自于加拿大的曼尼拖巴省温尼伯市。
在诺丁汉黑豹队的成立初期，他们的比赛战绩都不怎么理想。在前四个赛季中，他们只有一次排在联盟榜的中上水平。俱乐部的第一任教练，亚历克斯·阿彻在两个赛季后离开了诺丁汉黑豹队。接替他的是阿奇·斯钦科姆比，1955年之前都是他在负责球队的训练。尽管在球队发展初期战果不佳，但球队里还是有很多球员是当地的英雄。包括前锋莱斯和扎米克。扎米克是黑豹队里最有价值球员。他两次获得年度诺丁汉年度运动员奖。此外，他还击败诺丁斯郡队和英格兰足球代表队的球员托米·劳顿。
俱乐部的第一个冠军头衔出现在1950到1951年的赛季。在秋季杯的比赛中，诺丁汉黑豹队排行第四。在此之后，黑豹队在30场联赛中赢了18场，并获得了联赛冠军。他们以最高进球数和最低失球率为比赛画上了句号。在下一场赛季的比赛中，扎米克因为受伤未能参赛，黑豹队的排名降到末尾。在秋季杯以倒数第一的成绩收尾之后，在1953到1954年的比赛中，黑豹队以一分之差胜过斯特雷特汉姆队，保住了他们的第二个英超联赛冠军头衔。
在1954年左右的一个赛季中，英格兰联盟和苏格兰联盟合并为英国联盟。在11个赛队的比赛中，黑豹队仅次于哈雷凌雷斯队。一个赛季后，除佩斯利海盗队外，所有苏格兰球队都退出了英超联赛，只剩下五名成员。1955赛季结束后，斯蒂金科姆离开了，接替他作为教练的是扎米克。1955–1956年的赛季是俱乐部的辉煌时期。在他们获得总排名的第三个联赛冠军，排名位于温布利熊狮队前，他们就在本赛季初赢得了秋季杯冠军。他们还前往瑞典赢得了阿赫雷杯冠军。
1955–56年的冠军头衔是诺丁汉黑豹队原班人马的最后一场比赛。在接下来的四年中，诺丁汉在联盟中的排名不是倒数第一就是倒数第二。在1959–60年的比赛中获得亚军之后，黑豹队参加了30年来第一场英国冠军决赛，他们的对手是布莱顿老虎队。诺丁汉在第一回合中以二比三被击败，但在常规赛中获得第二，于是他们展开加时赛。在额外的六分钟零32秒加时赛之后，老虎队以6-5领先。1960年赛季末，英国民族联盟垮台，诺丁汉黑豹队解散。在接下来的二十年里，冰球运动在诺丁汉消失了。

### 1980年–现今：现代发展

#### 在体育场的发展
诺丁汉黑豹队的复出在很大程度上归功于加里·科沃德的努力。1980年，在查尔斯·沃克主导的冰上运动场上，馆长同意了科沃德的要求，再给冰球队一次机会。谢菲尔德持枪骑兵队是科沃德协助管理的一支球队，这支队伍跟着他到了诺丁汉，取名诺丁汉黑豹队并在老训练场训练。1980年9月20日，重新出发的黑豹队在冰场首次以七比四的比分击败索利拜伦队。
在他们的前三个赛季中，黑豹队效力于地区联赛，首先是在英格兰南部联赛，然后是英国曲棍球联赛的B区。1983年，英国曲棍球联盟改组成为23年来第一个真正的全国冰球联盟，诺丁汉成为该联盟英超联赛的九个创始成员之一。黑豹队是联盟中粉丝最多的球队之一，比赛门票经常售罄。但随着球队于更加强劲的对手竞赛时，比如与杜伦黄蜂队和穆雷菲尔德赛车队，成功就没有那么容易了。直到1985年任命亚历克斯·丹皮尔为教练后，黑豹队的命运才开始改变。在第一个赛季中，丹皮尔就带领改革过的诺丁汉队首次挺进复赛。黑豹队在四分之一决赛小组赛中输掉了全部四场比赛，未能晋级温布利竞技场的决赛。
1986年，黑豹队获得了改革后的首座奖杯，这是他们三十年来首次赢得总冠军。这是他们在5600名观众面前，在加时赛中以五比四成绩成功击败法服弗莱队，赢得伯明翰NEC的诺威奇联合奖杯。莱顿·埃拉特在一场额外的比赛中仅用了1分53秒赢得了进球，这场比赛已经使黑豹队和飞行者队两次领先。在联赛中，诺丁汉再次成功晋级复赛，但又未能获得积分。球队在下个赛季的冠军赛中，复赛连续失利的次数增加到十二次。
1988-89年的赛季是黑豹队最成功的赛季之一。他们在联盟中排名第三，不仅能够在复赛中取得首场胜利，而且还首次晋级了温布利决赛。诺丁汉黑豹队在半决赛中遇见了惠特利勇士队，以8比6的比分赢得了比赛。在第二天的决赛中，黑豹队以6-3击败艾尔布鲁因斯队，获得了他们的第一个冠军头衔。1991年又举办了一次秋季杯，但丹皮尔在1992-93赛季离开俱乐部，加入了新组建的谢菲尔德·斯蒂尔队。代替他的是凯文·墨菲。凯文·墨菲在该赛季剩余时间里指导了球队。在该赛季最后一段时期，墨菲又被迈克·布莱斯代尔取代。
在1994到1995年的赛季里，布莱斯德尔组建了一支非常强大的队伍。他带领诺丁汉黑豹队在本森杯的决赛中，以7比2的成绩战胜了卡迪夫魔鬼队。诺丁汉以21场不败的战绩开始了他们的联赛战役，但在最后两个星期的常规赛中，他们经历了四败。在诺丁汉主场赛中，以8比6败于谢菲尔德。在1995–96赛季中，黑豹队同时闯入了本森杯和复赛决赛，但每次都被钢人队击败。
1996年，黑豹成为新的冰上曲棍球超级联赛的创始人。新联盟取消了工资上限和限制了俱乐部接受非英国训练的球员人数。虽然黑豹队的许多英国球员在俱乐部的排行榜上名列前茅，但他们的排名还是被那些非英国训练的球员超越了。